# La Guerre des mondes (film, 1953)
Pour les articles homonymes, voir La Guerre des mondes (homonymie).
Pour plus de détails, voir Fiche technique et Distribution.
La Guerre des mondes (titre original : The War of the Worlds) est un film américain de science-fiction réalisé par Byron Haskin et produit par George Pal, adapté du roman du même nom de H. G. Wells et sorti en 1953.
1954. La communauté de Linda Rosa, en Californie, est marquée par la chute d'une météorite, provoquant un début de feu de forêt dans les environs de la localité. Une fois l'incendie contenu, le corps céleste est retrouvé, mais il est radioactif et trop chaud pour être examiné. Le shérif laisse trois hommes garder le cratère. Ils seront confrontés à une intelligence d'origine extraterrestre qui n'est pas portée sur la discussion.

## Synopsis

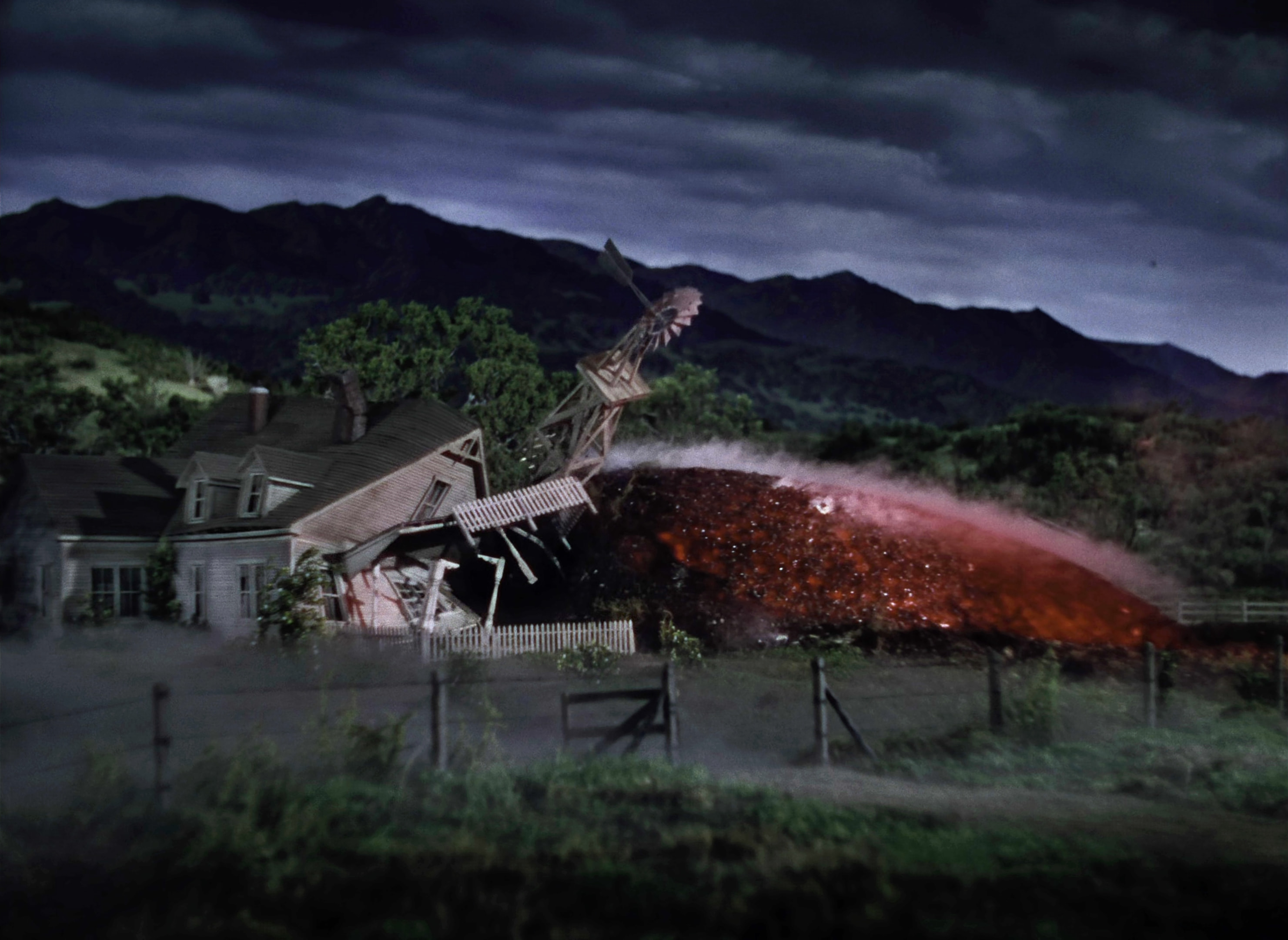
Scène au début du film : l'atterrissage d'un vaisseau martien.

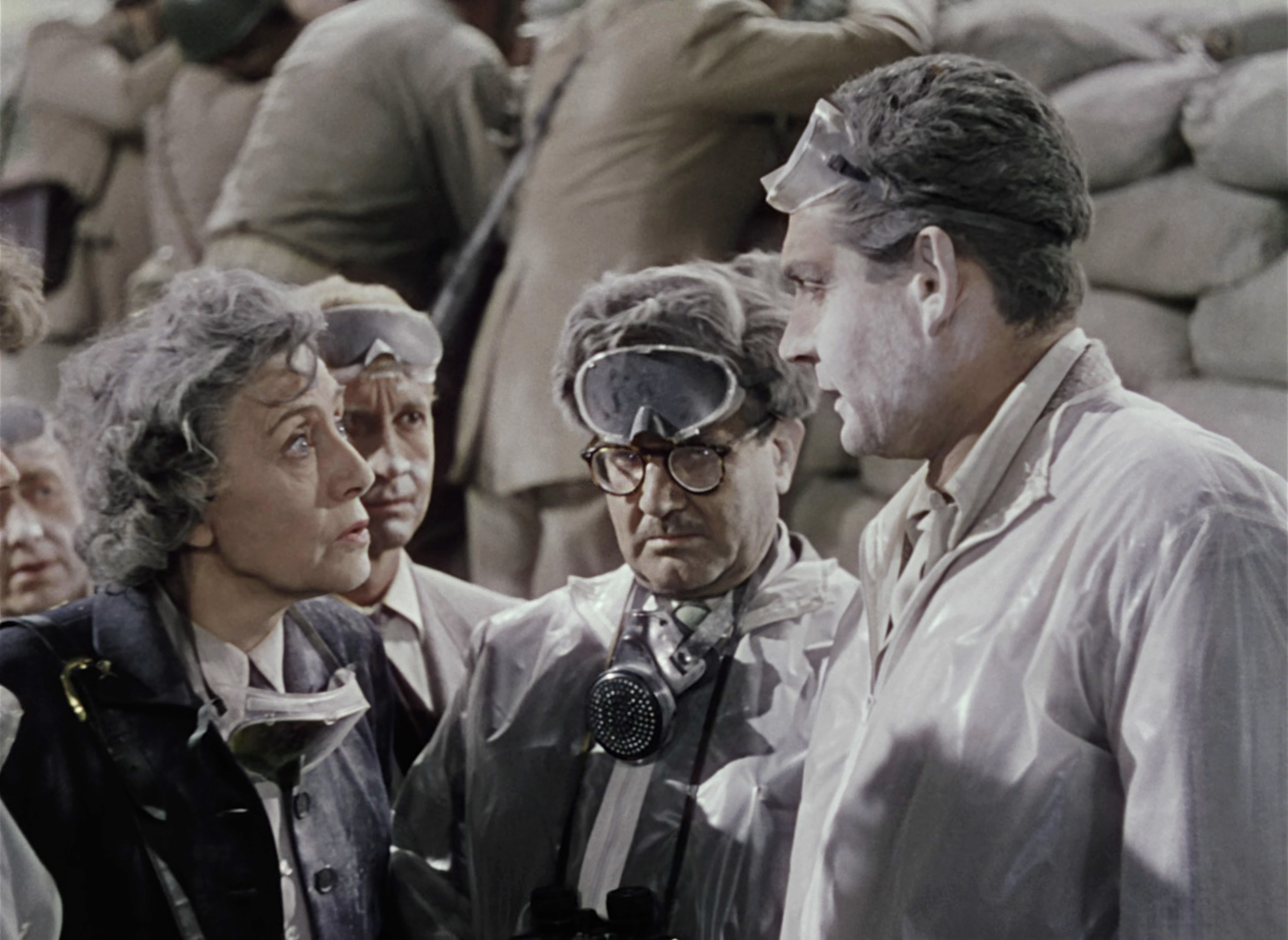
Gene Barry à droite, après l'explosion de la bombe atomique.

Une météorite tombe à proximité d'une petite ville en Californie. Un scientifique répondant au nom de Clayton Forrester (Gene Barry), qui profitait de quelques jours de repos dans les environs, est sollicité pour examiner la chose. Premier constat : elle est radioactive. La police demande aux curieux d'évacuer et trois personnes restent pour surveiller les lieux pendant la nuit. Durant cette dernière, une sorte de couvercle se dévisse du météore. En sort un vaisseau extraterrestre qui extermine les trois personnes.
Tous les appareils électriques de la ville arrêtent de fonctionner, les extraterrestres sont découverts, et l'armée est envoyée pour combattre. Mais les machines ont bien l'air invincibles, protégées par un bouclier invisible. L'armée est mise en déroute, et Forrester ainsi qu'une femme répondant au nom de Sylvia Van Buren (Ann Robinson) s'enfuient par avion. Ils finissent par se crasher, et se réfugient dans une maison de campagne abandonnée. Les machines martiennes les encerclent et pilotent des caméras afin de surveiller ce qui se passe à l'intérieur. Les deux humains finissent par être découverts, détruisent un martien à coups de hache et repartent avec une des caméras qu'ils ont réussi à arracher.
L'invasion est mondiale, seule Washington n'a pas encore été attaquée et l'armée américaine s'apprête à se servir de la bombe nucléaire pour anéantir les attaquants. Sylvia et Forrester arrivent à l'institut où d'autres scientifiques commencent à étudier la caméra qui a été récupérée ainsi que le sang martien. Ils découvrent qu'ils sont en très mauvaise santé mais doivent évacuer avant d'en savoir plus car la première bombe sera lâchée à proximité de Los Angeles, où se trouve l'institut. Mais les Martiens résistent à celle-ci ; c'est la folie en ville et Forrester est séparé du reste de son groupe. Il se rappelle que Sylvia est une femme très croyante puis finit par la retrouver en faisant le tour des différents lieux de culte de la ville. Les machines extraterrestres détruisent tout, et alors que tout espoir semble perdu, elles tombent en panne toutes seules. Une voix off conclura que l'humanité aura été sauvée par les microbes et autres bactéries terrestres.

## Fiche technique
- Titre original : The War of the Worlds
- Titre français : La Guerre des mondes
- Réalisation : Byron Haskin[2]
- Scénario : Barré Lyndon, d'après le roman de H. G. Wells
- Photographie : George Barnes
- Montage : Everett Douglas
- Musique : Leith Stevens
- Costumes : Edith Head
- Producteurs : George Pal et Frank Freeman Jr.
- Société de production : Paramount Pictures
- Société de distribution : Paramount Pictures
- Budget : 2 millions de dollars
- Pays de production : États-Unis
- Langue : anglais, espagnol
- Format : Couleur (Technicolor) — 35 mm — 1,37:1 — Son : Mono
- Genre : Film de science-fiction, Film d'action, Thriller
- Durée : 81 minutes
- Dates de sortie : 
  - États-Unis : 13 août 1953 (première à New York), 26 août 1953 (sortie nationale)
  - France : 5 mars 1954
- Affiche : Roger Soubie (France)

## Distribution
- Gene Barry (VF : Jean Martinelli) : le docteur Clayton Forrester
- Ann Robinson (VF : Thérèse Rigaut) : Sylvia Van Buren
- Les Tremayne (VF : Jean Mauclair) : le général Mann
- Robert O. Cornthwaite (VF : Jacques Mancier) : le docteur Pryor
- Sandro Giglio (VF : René Fleur) : le docteur Bilderbeck
- Ann Codee (VF : Marie Francey) : le docteur Duprey
- Lewis Martin (VF : Paul Villé) : le pasteur Matthew (Matthieu en VF) Collins
- Houseley Stevenson Jr. (VF : Albert Montigny) : l'assistant du Général Mann
- Paul Frees (VF : Roland Ménard) : le reporter radio
- William Phipps (VF : Michel André) : Wash Perry
- Vernon Rich (VF : René Fleur) : le colonel Ralph Heffner
- Henry Brandon : un policier sur le site du crash
- Jack Kruschen : Salvatore
- Peter Adams (VF : Raymond Loyer) : la vigie du poste de guet de Pine Summit
- Frank Kreig (VF : Camille Guérini) : l'autre vigie du poste de guet de Pine Summit
- Robert Rockwell (VF : Georges Hubert) : le garde forrestier du poste no 3
- Paul Birch (VF : Robert Dalban) : Alonzo Hogue
- Ted Hecht (VF : Pierre Leproux) : le reporter de la station KGEB
- Sydney Mason (VF : Pierre Morin) : le capitaine des pompiers
- Cedric Hardwicke : le commentateur
- Vittorio Cramer (it) : le narrateur

Acteurs non crédités
- Edgar Barrier (VF : Jean-Henri Chambois) : le professeur McPherson
- Gertrude Hoffmann : la vieille vendeuse de journaux
- Ivan Lebedeff : le docteur Gratzman
- Walter Sande (VF : Richard Francœur) : le shérif Bogany

## Autour du film
- Ravis du résultat final, les détenteurs des droits sur l'œuvre du romancier offrirent au producteur George Pal de choisir un autre de ses romans. Il le fit en 1960 en produisant et réalisant La Machine à explorer le temps[réf. souhaitée].
- Le producteur George Pal apparaît durant le film en tant qu'auditeur de la radio.
- Steven Spielberg a tenu à ce que les deux acteurs principaux du film, Gene Barry et Ann Robinson, fassent une apparition dans sa propre version (les grands-parents qui apparaissent à la fin du film)[réf. souhaitée].
- Les fameux tripodes du roman sont remplacés dans cette adaptation par des engins volants car il s'est avéré rapidement qu'il serait impossible de créer des tripodes avec des mouvements souples et crédibles. Néanmoins, dans certains plans, on peut voir les fils maintenant en l'air les engins volants.

## Récompenses et distinctions

### Récompenses
- Oscar 1954 des meilleurs effets spéciaux pour Gordon Jennings

### Nominations
- Oscars 1954 : meilleur montage et meilleur son

### National Film Registry2011
- Le film est inscrit depuis 2011 au National Film Registry pour être conservé à la Bibliothèque du Congrès des États-Unis « pour tous les temps en raison de son importance culturelle, historique ou esthétique »[3].

## VHS et DVD
- Le film sort le 15 janvier 1999 en VHS chez CIC Vidéo Paramount.
- Le film est ressorti le 7 septembre 2000 en DVD chez Paramount Home Entertainment France au format 1.33:1 plein écran en version française, anglaise, allemande, italienne et espagnole en 1.0 Dolby digital mono et en version anglais 2.0 Dolby digital mono avec sous-titres français, anglais, allemands, suédois, danois, norvégiens, finlandais, néerlandais, turcs, portugais, espagnols, italiens, anglais pour sourds et malentendants. En supplément uniquement une bande annonce en anglais[4].